# Prix Takiji-Yuriko
Le prix Takiji-Yuriko (多喜二・百合子賞), Takiji-Yuriko-shō) est un prix littéraire annuel décerné de 1969 à 2005 pour une œuvre remarquable de la « littérature démocratique » (民主主義文学, Minshushugi Bungaku). Le prix est créé en l'honneur des écrivains et membres du parti communiste japonais, Takiji Kobayashi et Yuriko Miyamoto. Le nom des lauréats est annoncé tous les 20 février, jour anniversaire de la mort sous la torture de Takiji Kobayashi.

## Lauréats

### 1969 bis 1980
- 1969
  - Shin Itō pour Jigokugaki (地獄鉤), roman
  - Tokiko Matsuda pour Orin koten (おりん口伝), roman
- 1970
  - Kan Eguchi pour Watashi inochi no uta (わけしいのちの歌), tanka
  - Kishō Nakazato pour Kari no nemuri (仮のねむり), roman
- 1971
  - Seiji Shimota pour Akemodoro (明けもどろ), roman
- 1972
  - non décerné
- 1973
  - Hidetaka Tezuka pour Ochiba o makuniwa (落葉をまく庭), roman
- 1974
  - non décerné
- 1975
  - Kazuo Oikawa pour Fukinagare to narite (深き流れとなりて), roman
  - Mudō Hashimoto pour Murui no tsuma (無類の妻), haiku
- 1976
  - Takashi Tsuda pour Gendai no seiji to sakkatachi (現代の政治と作家たち), critique
  - Shunichi Nishizawa pour Bungaku to gendai no ideorogī (文学と現代イデオロギー), critique
  - Shizuo Satō pour Sengo bungaku no 30-nen (戦後文学の三十年), critique
  - Masao Matsumoto pour Kako to kioku (過去と記憶), critique
- 1977
  - Shinkishi Itō pour son œuvre poétique
- 1978
  - Sei Kubota pour Kaimu no aru genya (海霧のある原野), roman
  - Noboru Usuda pour Hanadoki (花どき), tanka
- 1979
  - Masao Iwama pour Fūsetsu no naka (風雪のなか), tanka
- 1980
  - Natsuko Yoshikai pour Zenya (前夜), roman
  - Taiho Furusawa pour Makaruru kamome (捲かるる鴎), haiku

### 1981 à 1990
- 1981
  - Akiyoshi Mizuno pour Kindai bungaku no seiritsu to Miyamoto Yuriko (近代文学の成立と宮本百合子), critique
- 1982
  - Yūko Yamaguchi pour Arechi nobara (荒れ地野ばら), roman
  - Isshō Yamagishi pour Susumu yuru no masuto (聳ゆるマスト), chronique
- 1983
  - Sotokichi Kusaka pour Haiiro no umi (灰色の海), roman
- 1984
  - non décerné
- 1985
  - Hiromitsu Ōshima pour Hito wo aisuru mono wa (ひとを愛するものは), récit
  - Komiko Satō pour Kāsan no ki (母さんの樹), roman
- 1986
  - Hideji Mitani pour Hi no kusari (火の鎖), roman
  - Sumi Yasaka pour Watashi wa ikiru (わたしは生きる), tanka
- 1987
  - Junko Inazawa pour Jinetsu (地熱), roman
- 1988
  - Seiichi Miyadera pour Wakako natsu (和歌子・夏), roman
  - Yoshio Mori pour Homura no koyomi (炎の暦), roman
- 1989
  - Toshio Udō pour Asahi Shigeru (朝日茂), roman
  - Shigeo Kobayashi pour Puroretaria bunkgaku no sakkatachi (プロレタリア文学の作家たち), critique
- 1990
  - Yasuyuki Nakamura pour Postmodernism no genei (ポストモダニズムの幻影), critique

### 1991 à 2000
- 1991
  - Daisuke Doi pour Asa no hikari ga (朝のひかりが), récit
- 1992
  - Sei Kubota pour sa trilogie romanesque[1]
- 1993
  - Tadao Asao pour Chichibu konmin kikō (秩父困民紀行), récit
- 1994
  - hajime Tajima  pour Enkei no mori (遠景の森), roman
- 1995
  - Susumu Jō pour Hibaku 17000 no nichinichi (被爆一七〇〇〇の日々), critique
- 1996
  - non décerné
- 1997　
  - Minoru Nakamura pour Sankyō no machi de (山峡の町で), roman
- 1998
  - non décerné
- 1999
  - non décerné
- 2000
  - Seiichi Hirase pour Toritachi no kage (鳥たちの影), roman

### 2001 bis 2005
- 2001
  - non décerné
- 2002
  - Toshiyuki Fuyu pour Hansen-byō ryōyōjo (ハンセン病療養所), roman
- 2003
  - Akane Hinotsume pour Ine no senritsu (稲の旋律), roman
- 2004
  - non décerné
- 2005
  - non décerné

## Source de la traduction
- (de) Cet article est partiellement ou en totalité issu de l’article de Wikipédia en allemand intitulé « Takiji-Yuriko-Preis » (voir la liste des auteurs).